# Cricova
Cricova este un oraș din sectorul Rîșcani, municipiul Chișinău, Republica Moldova, situat la 11 km de Chișinău. Datorită galeriilor naturale de peste 120 km, majoritatea folosite pentru depozitarea vinului, Cricova este una dintre cele mai mari atracții turistice din Republica Moldova. Cricova este supranumită și orașul stropilor de soare.

## Prezentare
Cricova se poate numi oraș din mai multe considerente. Este pomenit în letopisețele principatului Moldovei din 1692, ca sat cu 200 de familii. Printre primii gospodari ai acestor locuri au fost Vasile Vornicul, Grigoaș Duga, Carpu Covrig, Petra Lupu și Toader Petru, aceștia având moșii în zonă.
În ceea ce privește toponimul localității Cricova, care se numise la începuturi Vadul-Pietrei, apoi, în scrierile lui Zamfir Arbore, Crăcău sau Cricău, el poate proveni din mai multe cuvinte : „cracă” (se puneau crăci mari peste vadul Ichelului, ca drumeții să nu se ude), „krak” (copac în limba slavonă), „cric” (strigăt în aceiași limbă, oamenii strigându-se de la o stână la alta) sau poate de la un vechi stăpân al satului pe nume Cricovan sau Cricovici, această din urmă ipoteză fiind singura care se reflectează în documente, unde apare un cărturar și secretar a domnului Petru Rareș, pe nume Petre Cricovici.
Cricova a fost supusă multor schimbări în decursul vremii: dezvoltarea social-economică, crizele economice, războaiele și schimbările de stăpâniri, creșterea populației și alte evenimente importante. Din 1359 până în 1812 a aparținul principatului Moldovei. Din 1812 până în 1917 a făcut parte din gubernia Basarabiei a împărăției Rusești, apoi câteva luni din Republica Democratică Moldovenească, și între 1918-1940 apoi 1941-1944 din regatul României, iar între 1940-1941 și 1944-1991 din Uniunea Sovietică. Astăzi ne putem mândri cu o localitate bine dezvoltată și vestită. Suprafața îi este de 745 km pătrați.
Ultimul recensământ din 2008 a arătat ca populația a crescut până la 15 000 de locuitori. Cricova e plasat pe podișul Moldovenesc cu altitudine de 100–200 m, în valea râului Ichel. Aici se întâlnesc livezi, imaș, pădure, câmpii. Solul predominant e cernoziom slab humifer. Clima este temperat-continentală, verele sunt calde și secetoase iar iernile reci și zălezite. Aici funcționează felurite instituții administrative precum școlile următoare: școala rusă nr.77; liceul teoretic "Alexei Mateevici"; școala pentru tineret de Arte; grădinița nr.33; primăria, casa de cultură, farmaciile, spitalul, magazinele alimentare, combinatele de minereuri, vinăria și altele.
Localitățile vecine sunt Porumbeni, Ciorescu, Măgdăcești și Hrușova.

## Beciurile Cricovei. Istorie

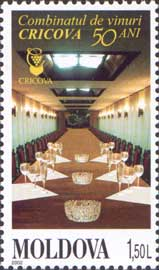
Sala de degustare a combinatului vinicol de la Cricova

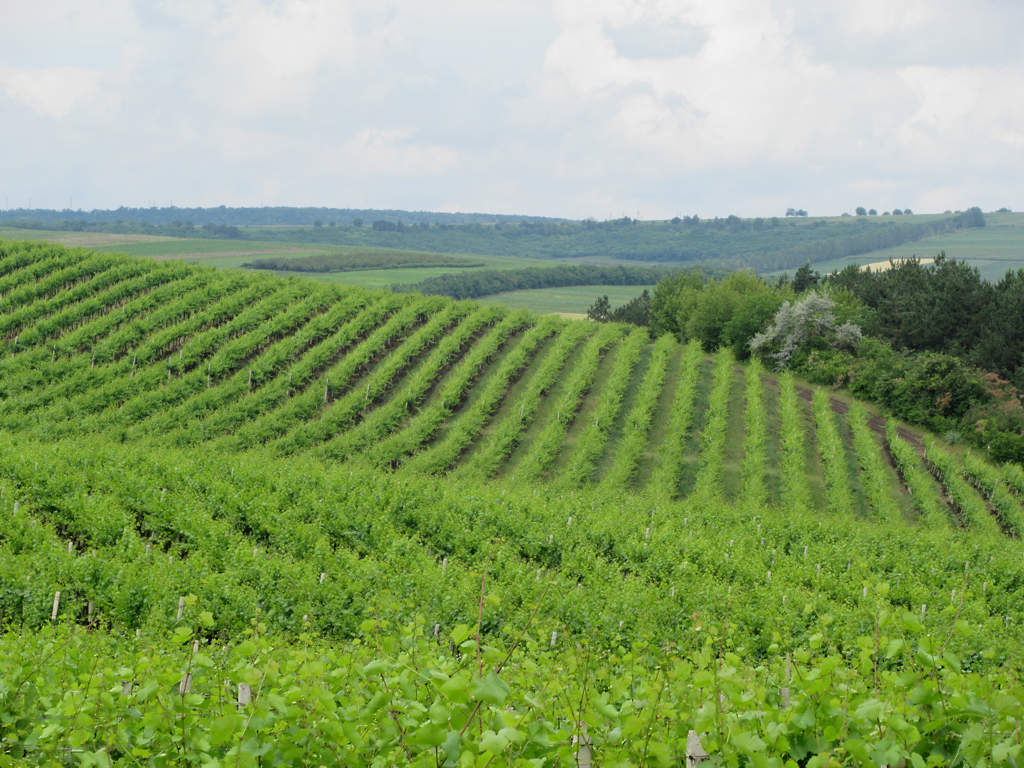
Podgorie la Cricova

Odată reparate stricăciunile războiului și trecută foametea din 1946, primele experiențe vinicole în hrube de piatră sunt făcute de către academicianul agronom Ungureanu în 1947 prin depunerea spre maturare a primului lot de vinuri spumante clasice.
Combinatul de Vinuri ”Cricova” este întemeiat în 1952.
În 1954 este constituită colecția de vinuri din Cricova în baza vinurilor din colecția Moldovei și a vinurilor rare din colecția lui Hermann Goering, majoritatea furate din Franța și aduse în URSS ca pradă de război la sfârșitul celui de-al 2-lea Război Mondial.
În 1957 începe producerea spumantului clasic în cantități industriale.
Din 1970, prin întemeierea asociației viti-vinicole și extinderea masivă a plantațiilor vinicole, producția crește.
Din 1980, prin creșterea capacităților de producere, vinurile de la Cricova se exportă pe piețele mondiale.
Întreprinderea de producere a spumantului original este întemeiată în 1986.
În 1991, după revoluțiile de la 1989, sistemul economic comunist se prăbușește și combinatul trece de la economia centralizată de stat, la economia privată de piață. Valentin Bodiul, un nepot al lui Ivan Bodiul, devine patronul combinatului ”Cricova” S.A.
În 1998 pe lângă combinat apare « Centrul de business și turism „Cricova-Vin” ».
Din 2001 se pune baza materială proprie de plantații vinicole hipermoderne, cu vii clonate divirozate.
În 2002 Ordinul Republicii Moldova îi este decernat întreprinderii.
În 2004 ”Cricova” S.A. devine obiect al patrimoniului național cultural al țării
În 2007 este renovat Complexul de Degustare ”Cricova”
În 2008 este implementat Sistemul ISO 9001
În 2009 este implementat Sistemul de Management al Siguranței Alimentelor ISO-22000
În 2011 este renovată fabrica de prelucrare primară a strugurilor
În 2012 combinatul de Vinuri ”Cricova” S.A. a sărbătorit 60 de ani de la întemeiere, 60 de ani de excelență și profesionalism.
În 2011 este renovată fabrica de producere a vinurilor lente și spumante.

## Demografie
Structura etnică, conform recensământului din 2004
     Băștinași declarați Moldoveni (74,61%)
     Ruși (11,37%)
     Ucraineni (7,98%)
     Băștinași declarați Români (2,84%)
     Găgăuzi (0,83%)
     Bulgari (0,75%)
     Țigani (0,29%)
     Alții (1,32%)

### Structura etnică
Structura etnică a orașului conform recensământului populației din 2004:
| Grup etnic                                               | Populație | % Procentaj  |
| -------------------------------------------------------- | --------- | ------------ |
| Băștinași declarați Moldoveni Băștinași declarați Români | 7.370 281 | 74,61% 2,84% |
| Ruși                                                     | 1.123     | 11,37%       |
| Ucraineni                                                | 788       | 7,98%        |
| Găgăuzi                                                  | 82        | 0,83%        |
| Bulgari                                                  | 74        | 0,75%        |
| Țigani                                                   | 29        | 0,29%        |
| Alții                                                    | 131       |              |
| Total                                                    | 9.878     | 100%         |

## Administrație și politică
Componența Consiliului local Cricova (17 consilieri), ales la 5 noiembrie 2023, este următoarea:
|  | Partid                                       | Consilieri | Componență | Componență | Componență | Componență | Componență | Componență |
|  | -------------------------------------------- | ---------- | ---------- | ---------- | ---------- | ---------- | ---------- | ---------- |
|  | Mișcarea Alternativa Națională               | 6          |            |            |            |            |            |            |
|  | Partidul Acțiune și Solidaritate             | 5          |            |            |            |            |            |            |
|  | Partidul Socialiștilor din Republica Moldova | 2          |            |            |            |            |            |            |
|  | Partidul Liberal Democrat din Moldova        | 2          |            |            |            |            |            |            |
|  | Partidul Comuniștilor din Republica Moldova  | 1          |            |            |            |            |            |            |
|  | Partidul Nostru                              | 1          |            |            |            |            |            |            |